# Candidatus Carsonella ruddii
Candidatus Carsonella ruddii ist ein Bakterium mit einem Genom von nur etwa 182 Genen, was es zum Organismus mit der kleinsten bekannten Genomgröße macht. Während das Bakterium aus 159.662 Erbgutbausteinen bzw. 182 Genen besteht, verfügt ein Mensch über mehr als drei Milliarden Bausteine bzw. ca. 20.000 - 25.000 Gene. Damit verzichtet „Candidatus Carsonella ruddii“ sogar auf Gene, die Forscher zuvor als unverzichtbar eingestuft hatten.
Das Bakterium lebt endosymbiotisch in spezialisierten Zellen von Blattflöhen, von deren Stoffwechsel es profitiert. Im Gegenzug dazu versorgt es die Blattflöhe mit Aminosäuren. Durch diese Symbiose kann das Bakterium auf viele Gene verzichten.
Dieses Bakterium wurde als „Candidatus Carsonella ruddii“ ohne weitere Klassifizierung zu den Gammaproteobacteria gestellt. Eine Züchtung im Labor ist wegen des spezialisierten Stoffwechsels als Endosymbiont innerhalb anderer lebender Zellen nicht möglich. Eine Stellung zu einer Ordnung oder Familie ist noch offen.
Eine Publikation widmet sich der Frage zur Grenze zwischen Zelle und Organell anhand der Genomanalyse von „Candidatus Carsonella ruddii“ und liegt frei verfügbar vor.